# Thivolleo xanthographa
Thivolleo xanthographa is een vlinder uit de familie grasmotten (Crambidae). De wetenschappelijke naam van deze soort is, als Pionea xanthographa, voor het eerst geldig gepubliceerd in 1913 door George Francis Hampson.
De soort komt voor in het Afrotropisch gebied.

## Type
- holotype: "female. Pyr. Br. Mus. slide no. 17157"
- instituut: BMNH. Londen, Engeland
- typelocatie: "Nigeria, Lagos"[1]